# Prvenstvo Jugoslavije u hokeju na travi 1987.
Jugoslavensko prvenstvo u hokeju na travi za 1987. godinu je osvojila momčad Zorka iz Subotice.

## Ljestvica

### Polufinale prvenstva
| poz.  | klub                      | ut.   | pob.  | rem.  | izg.  | golovi | bod   |
| Zapad | Zapad                     | Zapad | Zapad | Zapad | Zapad | Zapad  | Zapad |
| ----- | ------------------------- | ----- | ----- | ----- | ----- | ------ | ----- |
| 1.    | Marathon Zagreb           | 3     | 1     | 2     | 0     | 11:4   | 4     |
| 2.    | Jedinstvo Zagreb          | 3     | 1     | 2     | 0     | 5:4    | 4     |
| 3.    | Elektrovojvodina Novi Sad | 3     | 0     | 3     | 0     | 4:4    | 3     |
| 4.    | BASK Beograd              | 3     | 0     | 1     | 2     | 2:10   | 1     |
|       |                           |       |       |       |       |        |       |
| Istok |                           |       |       |       |       |        |       |
| 1.    | Subotičanka (Subotica)    | 3     | 0     | 0     | 7:2   | 6      |       |
| 2.    | Zorka Subotica            | 3     | 2     | 0     | 1     | 9:4    | 4     |
| 3.    | Mladost Zagreb            | 3     | 1     | 0     | 2     | 2:5    | 2     |
| 4.    | Partizan Zelina           | 3     | 0     | 0     | 3     | 2:9    | 0     |

### Završnica
| poz. | klub                   | ut. | pob. | rem. | izg. | golovi | bod |
| ---- | ---------------------- | --- | ---- | ---- | ---- | ------ | --- |
| 1.   | Zorka Subotica         | 6   | 4    | 2    | 0    | 13:3   | 10  |
| 2.   | Subotičanka (Subotica) | 6   | 4    | 1    | 1    | 13:3   | 9   |
| 3.   | Marathon Zagreb        | 6   | 2    | 0    | 4    | 6:12   | 4   |
| 4.   | Jedinstvo Zagreb       | 6   | 0    | 1    | 5    | 4:18   | 1   |